# August Schneidhuber

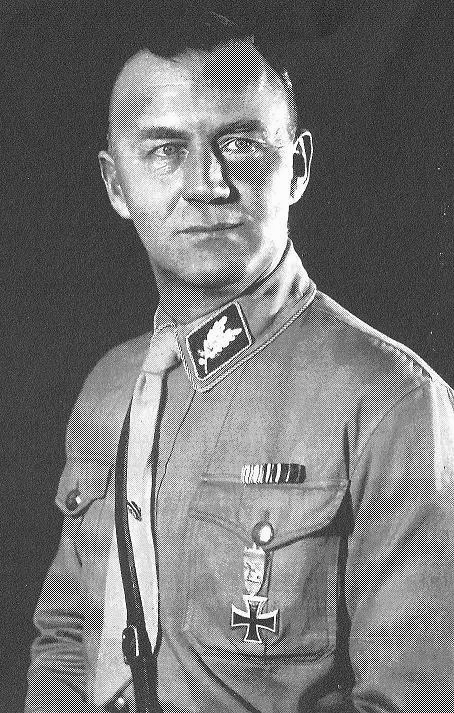
August Schneidhuber (1930)

Ludwig Ernst August Schneidhuber (* 8. Mai 1887 in Traunstein; † 30. Juni 1934 in Stadelheim) war ein deutscher Politiker (NSDAP), SA-Führer und Polizeipräsident in München. Er wurde während des sogenannten Röhm-Putsches von der Leibstandarte SS Adolf Hitler erschossen.

## Leben und Wirken
Schneidhuber war der Sohn eines Justizbeamten. Als Heranwachsender wurde er in das Bayerische Kadettenkorps gegeben. 1905 wechselte er als Fähnrich in das 1. Fußartillerie-Regiment der bayerischen Armee. 1907 wurde er hier zum Leutnant befördert. Als Offizier besuchte er die Artillerie- und Ingenieurschule, außerdem wurde er zur Gewehrfabrik Amberg und zur Luftschiffabteilung München kommandiert. 1914 wurde er als Adjutant II/1 zum Fußartillerie-Regiment München versetzt und zur königlichen Reiterschule kommandiert.
Im Ersten Weltkrieg war Schneidhuber von 1914 bis 1918 an der Westfront eingesetzt, zunächst als Regimentsadjutant beim Reserve-Fußartillerieregiment 1, dann als Batterieführer, Haupt- und Batteriechef, als Lehrer an der Fußartillerie Schiessschule Maubeuge sowie als Artillerie- und Nachrichtenoffizier in Stäben. 1914 wurde er zum Oberleutnant und 1916 zum Hauptmann befördert. Nach Kriegsende hielt sich Schneidhuber noch bis zum Sommer 1919 als Gasversehrter in einem Lazarett auf.
1920 schied Schneidhuber offiziell aus der Armee aus. In späteren Jahren wurde Schneidhuber als „Major“ bezeichnet so dass er diesen Rang wahrscheinlich anlässlich seines Ausscheidens aus der Armee erhielt.
1919/1920 war Schneidhuber als Landwirt im Chiemgau tätig.
Baldur von Schirach zufolge kam Schneidhuber schon früh mit der nationalsozialistischen Bewegung in Verbindung. Er gehörte 1921 der Einwohnerwehr an und trat in diesem Jahr auch erstmals der NSDAP bei. Er war im Chiemgau wohnhaft.
Von 1924 bis 1925 leitete Schneidhuber in Rosenheim den Deutsch-Völkischen Offiziersbund.
1926 ging Schneidhuber als Landwirt nach Hannover. Dort gründete er, nachdem er 1925 neugegründeten NSDAP beigetreten war (Mitgliedsnummer 75.401), Ortsgruppen der NSDAP und organisierte die SA. In dieser wurde er 1928 Standartenführer des Gaues Lüneburg-Stade.
Seit 1929 hatte Schneidhuber eine führende Stellung in der SA inne: Vom 8. Februar 1929 bis zum 1. April 1931 führte er als OSAF-Stellvertrer Süd die SA im süddeutschen Raum (Bayern, Württemberg, Baden und Tirol) und war dabei direkt dem Obersten SA-Führer Franz Pfeffer von Salomon als dem obersten Kommandeur der Privatarmee der NSDAP unterstellt. Nach der Reorganisation der SA im Frühjahr 1931, im Gefolge der Ernennung Ernst Röhms zum neuen SA-Chef zum 1. Januar 1931, fungierte Schneidhuber dann vom 2. April bis Juli 1931 als beauftragter Führer der neugebildeten SA-Gruppe Süd mit Dienstsitz in München. Zuvor hatte Schneidhuber mit einer umfangreichen Denkschrift, die er bei Adolf Hitler einreichte, versucht, eigene Vorstellungen bezüglich des Aufbaus und der Organisation der Parteiarmee durchzusetzen, war aber von Hitler weitgehend abgewiesen worden.
Im Sommer 1931 kam es zu heftigen Differenzen zwischen Schneidhuber und seinem Vorgesetzten Ernst Röhm, zu dem das Verhältnis ohnehin gespannt war, nachdem Röhms und nicht Schneidhubers Reformvorstellungen zur SA von Hitler umgesetzt worden waren. Schneidhuber warf dem SA-Chef vor, sich eigenmächtig in Belange der SA-Gruppe Süd einzumischen. Am 16. Mai 1931 erklärte Schneidhuber seinen Rücktritt als Stabsleiter dieser Gruppe. Nach langwierigen Auseinandersetzungen versuchte Schneidhuber Hitler zu seinen Gunsten einzuschalten, der sich aber hinter Röhm stellte. Nachdem zahlreiche der ihm unterstellten Untergruppierungen Schneidhuber schriftlich ihr Vertrauen ausgesprochen hatten, kam es unter nicht vollständig geklärten Umständen zu einem Ausgleich zwischen Röhm und Schneidhuber im Herbst 1931. Vor dem Ausgleich mit Röhm zählte Schneidhuber nicht nur aufgrund SA-interner Konflikte kurzzeitig zu den Unterstützern des Stennes-Putsches, sondern auch, weil er die öffentlich gewordene Homosexualität Röhms ablehnte.
Vom 10. September 1931 bis zum Verbot der SA durch die Regierung Brüning am 13. April 1932 führte Schneidhuber die SA-Gruppe West mit Dienstsitz in Koblenz. Während dieser Zeit wurde er am 14. Oktober 1931 zum SA-Gruppenführer befördert. Nach der Wiederzulassung der SA durch die Regierung Papen führte Schneidhuber die SA-Gruppe West erneut vom 1. Juli bis zum 14. September 1932. Zum 15. September 1932 übernahm Schneidhuber die Führung der neugebildeten SA-Obergruppe III, die die Gruppen West, Thüringen und Südwest umfasste und die er bis zum 31. März 1933 beibehielt. Als Dienstsitz behielt er Koblenz bei. Am 1. Januar 1933 war er zum SA-Obergruppenführer befördert worden.
Bei den Wahlen im Juli 1932 wurde Schneidhuber für den Wahlkreis Hessen-Darmstadt in den Reichstag gewählt, dem er anschließend ohne Unterbrechung bis zu seinem Tod am 30. Juni 1934 angehörte. Sein Mandat wurde anschließend für den Rest der Wahlperiode von Martin Seidel fortgeführt.
Zum 1. April 1933, kurz nach dem Machtantritt der Nationalsozialisten, kehrte Schneidhuber nach Bayern zurück, wo er zunächst bis zum 30. Juni 1933 die Führung der SA-Obergruppe IV (Ingolstadt) übernahm. Am 23. April 1933 wurde er zudem als Nachfolger Heinrich Himmlers – der dieses Amt gut einen Monat lang von März bis April ausgefüllt hatte – zum Polizeipräsident von München ernannt. In dieser Eigenschaft geriet er im Laufe der folgenden vierzehn Monate zunehmend in Konflikt mit Himmler, der nach seiner Ablösung durch Schneidhuber die Stellung des Kommandeurs der Bayerischen Politischen Polizei übernommen hatte und dem Präsidenten der regulären Polizei von dieser Machtstellung aus ständig Kompetenzen streitig zu machen versuchte.
Am 1. Juli 1933 wurde Schneidhuber zum Führer der neuaufgestellte SA-Obergruppe VII (SA-Gruppen Bayerische Ostmark, Franken und Hochland) mit Dienstsitz in München ernannt. Seit dem 10. April 1934 gehörte Schneidhuber außerdem als Vertreter der SA (bzw. ständiger Stellvertreter Röhms) dem Bayerischen Ministerrat an.

### Verhaftung und Tod

August Schneidhuber

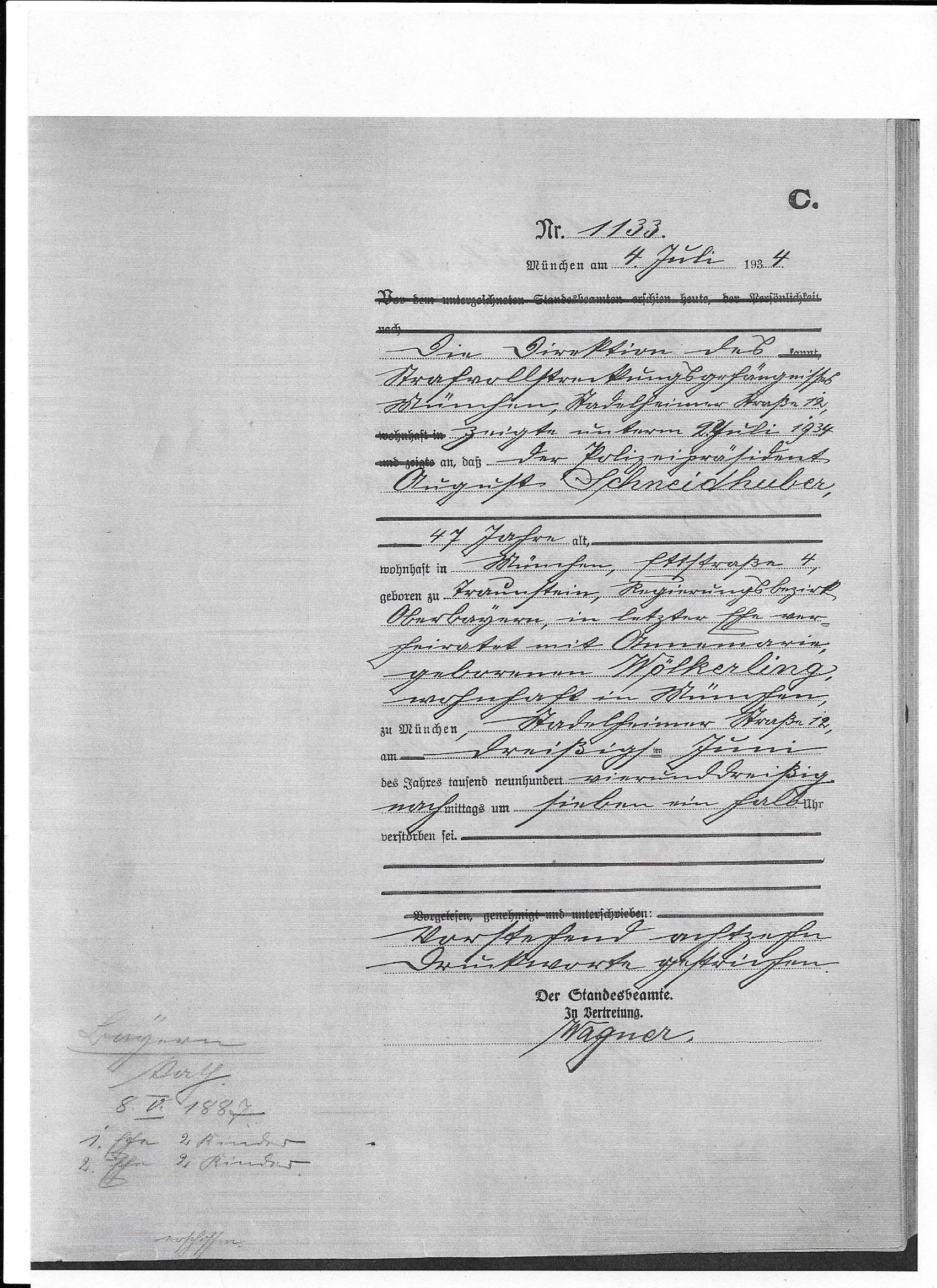
Sterbeurkunde für August Schneidhuber

In der Nacht vom 29. zum 30. Juni 1934 wurde Schneidhuber zusammen mit seinem Stellvertreter Wilhelm Schmid im Rahmen der Röhm-Affäre in München verhaftet: Hitler hatte die beiden, nach seiner Ankunft aus Essen, zu einer Besprechung ins Innenministerium geladen, wo er ihnen eröffnete, dass sie wegen Hochverrates verhaftet seien und erschossen würden. Bei dieser Gelegenheit enthob er Schneidhuber und Schmid aller ihrer politischen Ämter und riss ihnen in einem Tobsuchtsanfall die Orden und Rangabzeichen von den Uniformen. Anlass dafür war ein Aufmarsch der Münchener SA am Vortag, der Hitler suspekt erschien und für den er Schneidhuber und Schmid verantwortlich machte. In der Forschung wird überwiegend angenommen, dass beide tatsächlich nichts mit den SA-Demonstrationen zu tun hatten, dass diese vielmehr auf Veranlassung des SD-Chefs Reinhard Heydrich durch gefälschte Alarm-Zettel provoziert worden waren, um bei Hitler den Eindruck einer lokalen SA-Erhebung vorzutäuschen und so den Behauptungen der SA-Rivalen innerhalb der NS-Bewegung, die SA beabsichtige eine „Zweite Revolution gegen den Führer“ durchzuführen, Nachdruck zu verleihen.
Schneidhuber und Schmid wurden ins Gefängnis München-Stadelheim gebracht, wo sie am frühen Abend des 30. Juni 1934 zusammen mit vier weiteren SA-Führern (Hans Hayn, Peter von Heydebreck, Hans Erwin von Spreti-Weilbach und Edmund Heines) auf Befehl Hitlers von der Leibstandarte SS Adolf Hitler unter Sepp Dietrich erschossen wurden.
Erwein von Aretin, 1934 Häftling in Stadelheim, überlieferte später den Hergang der Exekution Schneidhubers, den er von dem Justizwachtmeister Zink erfahren hatte:

„Der Polizeipräsident Schneidhuber zündete sich, als er auf der […] kleinen Treppe ins Freie kam, eine Zigarette an und tat aus ihr ein paar tiefe Züge. Dann blickte er zum Himmel, ging an seinen Platz, hörte sein Urteil und forderte die SS-Leute auf, anständig zu schießen. Dann warf er ihnen seine Zigarette vor die Füße, brachte sein Heil Hitler aus und brach zusammen.“

Auffallend ist, dass Schneidhuber am 30. Juni 1934 erschossen wurde, obwohl er nicht zum engeren Kreise um Ernst Röhm gehörte, aus dem das Gros der Exekutierten stammte. Zudem genoss er anders als die meisten höheren SA-Führer, die vielfach für Gewalt- und Alkoholexzesse sowie für ihre allgemein undisziplinierte Art und Zügellosigkeit berüchtigt waren, in der Öffentlichkeit weithin einen guten Ruf und galt als gemäßigter Mann.
Auch bei der Parteiführung der NSDAP stand Schneidhuber weithin in gutem Ansehen: So versuchte Rudolf Heß am 30. Juni vergeblich Hitler davon zu überzeugen, Schneidhuber zu schonen und seinen Namen von der Exekutionsliste zu streichen. Auch in der SS und der ihm unterstellten Münchener Polizei war Schneidhuber weithin beliebt.
Schneidhubers Leiche wurde zunächst, wie die der übrigen fünf Erschossenen, noch in der Nacht zum 1. Juli 1934 in einer Holzkiste auf dem Friedhof am Perlacher Forst begraben. Ein von seinem Sohn Otto niedergelegter Kranz „für unseren lieben Vater“ wurde laut Bericht der New York Times auf Anordnung der Behörden vom Grab entfernt. Am 10. Juli 1934 befahl der Bayerische Gauleiter Adolf Wagner, die Leichen der, mit Röhm sieben, am 30. Juni und 1. Juli in Stadelheim erschossenen Männer zu exhumieren und zu verbrennen, wobei „mit der Asche nach den vorhandenen gesetzlichen Bestimmungen hinsichtlich der Asche Exekutierter“ zu verfahren sei. Dies erfolgte am 21. Juli im Krematorium am Münchener Ostfriedhof. Die Familien erhielten die Auflage, die ihnen zugestellten Urnen mit den Aschenresten ihrer Toten innerhalb von fünf Minuten zu begraben. Es durften nur fünf Angehörige und ein Geistlicher teilnehmen.
Als Hitler in seiner Reichstagsrede vom 13. Juli 1934 die Aktion vom 30. Juni rechtfertigte, fand Schneidhuber anders als die meisten anderen erschossenen höheren SA-Führer (Ernst, Hayn, Heines, Heydebreck) keine schmähende Erwähnung. Schneidhubers Witwe wurde eine Pension zunächst verweigert, da ihr Mann „nicht etatmäßiger Beamter, sondern nur kommissarischer Polizeipräsident war“, später jedoch aus Gründen der Staatsräson zugebilligt. Schneidhubers geschiedene erste Ehefrau Ida erhielt eine monatliche Entschädigung von 10 RM. Seine zweite Ehefrau Annemarie erhielt monatlich 240 RM Entschädigung.
Schneidhuber selbst fiel nach seiner Ermordung sofort einer Damnatio memoriae anheim: In der Presse und Öffentlichkeit durfte sein Name fortan nicht mehr erwähnt werden. So wurde z. B. der zum Zeitpunkt von Schneidhubers Erschießung bereits gedruckte Illustrierte Beobachter vom 7. Juli 1934, der einen Bildartikel über Schneidhuber („SA im Allgäu. Obergruppenführer Schneidhuber besichtigt Standarte 20 in Kempten“) enthielt, vom Verlag wieder eingezogen und in einem Neudruck mit einem anderen Artikel zur Verteilung gebracht.
Wolfram Selig urteilte über die Gründe für Schneidhubers Ermordung in seiner Studie zu den Münchner Opfern der Röhm-Affäre:

„Vermutlich wurde Schneidhuber, der zu den gemäßigten Führern zählte, trotz seiner zeitweiligen Gegnerschaft zu Röhm seine Stellvertreterrolle im Ministerrat zum Verhängnis, da er dort die Interessen der SA gegenüber der Politischen Organisation zu vertreten hatte, die vom Gauleiter Wagner repräsentiert wurde. Wagner, der Drahtzieher der Aktion in München und mit dem Polizeichef schon lange verfeindet, nutzte die Chance, seinen Gegner liquidieren zu lassen.“

## Familie
In erster Ehe war Schneidhuber mit der Jüdin Ida Franziska Wassermann (* 7. Juni 1892 in München) verheiratet. Das Paar hatte zwei Töchter, Elisabeth Gertrud Wilhelmina (* 13. Dezember 1914) und Marianne (* 5. Dezember 1919). Die Ehe wurde durch Urteil des Landgerichts München I vom 16. April 1920 geschieden. Franziska Schneidhuber wurde während des Zweiten Weltkriegs als prominenter Häftling Ende Juli 1942 in das Ghetto Theresienstadt deportiert, wo sie im Mai 1945 befreit wurde.
In zweiter Ehe war Schneidhuber mit Annamaria, geborene Wölkerling, verheiratet. Aus dieser Ehe gingen die Tochter Barbara (* 18. Juni 1923), der Sohn Otto (* 10. Mai 1926) und die Tochter Adelheid (* 18. Juni 1929) hervor.

## Archivische Überlieferung
Ein Großteil der Personalunterlagen zu Schneidhuber wurde nach seiner Ermordung verbrannt. So sind keine SA- oder NSDAP-Akten zu ihm in den Beständen des Berlin Document Center im Bundesarchiv erhalten: Einzig eine kurze Akte des Obersten Parteigerichts (BDC: OPG-Akte Eberstein/Schneidhuber) über einen Streit zwischen Schneidhuber und dem damaligen SA-Führer Friedrich Karl von Eberstein aus dem Jahr 1931 ist in den BDC-Beständen noch vorhanden, da diese seinerzeit unter Ebersteins Namen als der alphabetisch an erster Stelle stehenden Streitpartei abgelegt wurde.
Im Bayerischen Hauptstaatsarchiv München befindet sich noch eine Offizierspersonalakte zu Schneidhuber aus seiner Zeit als Offizier in der Bayerischen Armee, während das Staatsarchiv in München zwei Akten der Münchener Polizeidirektion zu ihm verwahrt: Einen Personalakt zu Schneidhuber, in dem u. a. Korrespondenz von Schneidhuber mit Ernst Röhm erhalten ist (PD 10146) sowie eine Akte zu Schneidhubers Witwe (PD 8547). Des Weiteren finden sich in diesem Archiv eine Nachlassakte zu Schneidhuber (AG München Nr. 1934/1723) und eine Spruchkammerakte der Spruchkammer München, die nach dem Zweiten Weltkrieg ein posthumes Spruchkammerverfahren gegen Schneidhuber durchführte (Spruchkammern, Ktn. 1674).